# 垂水站

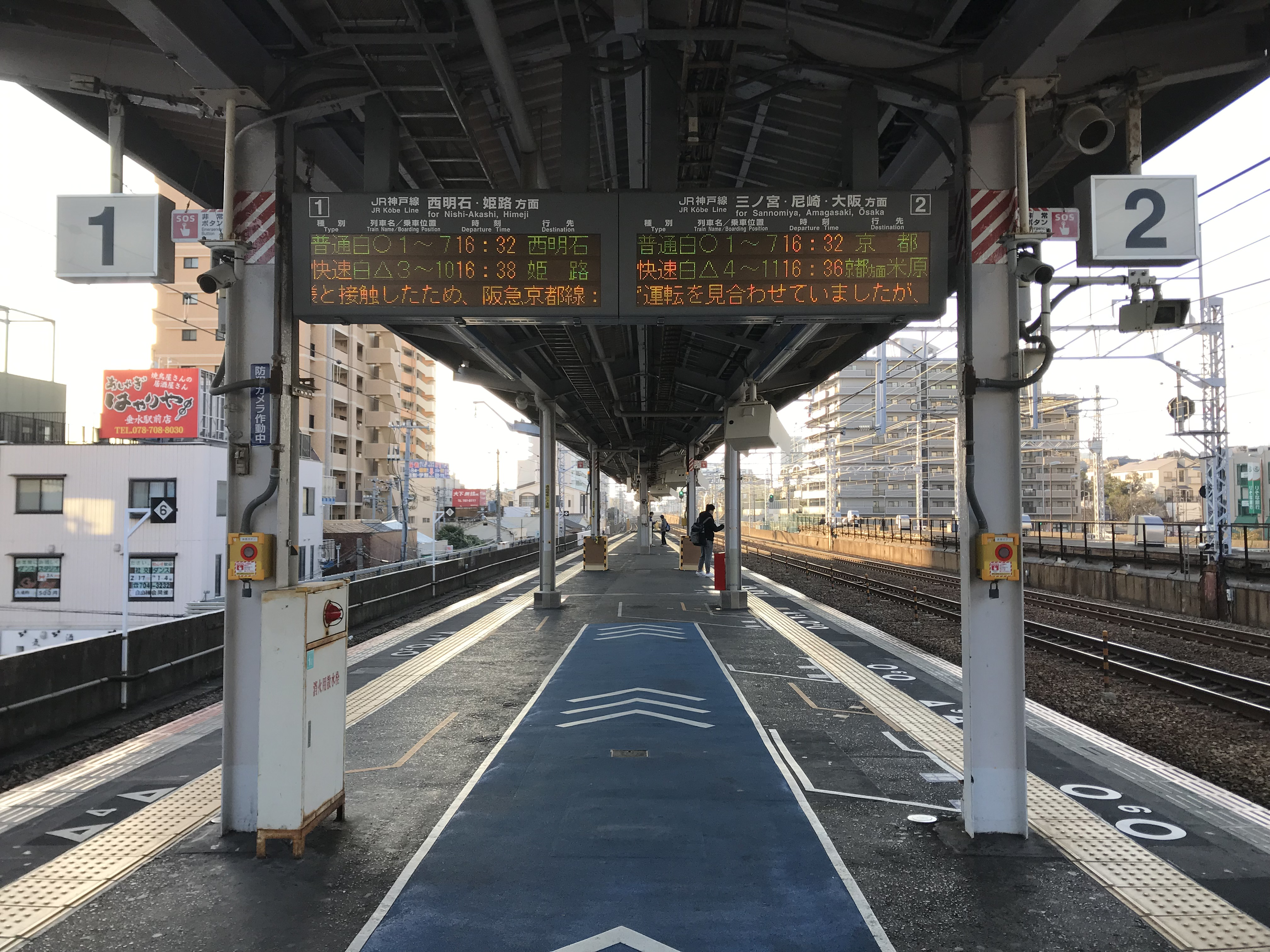
1號與2號月台(2019年2月)

垂水站（日语：／ Tarumi eki */?）是位於兵庫縣神戶市垂水區神田町，西日本旅客鐵道（JR西日本）山陽本線（JR神戶線）的車站。車站編號為JR-A70。

## 歷史
- 1888年（明治21年）11月1日 - 山陽鐵道兵庫站至明石站之間開通，此站啟用。當時名為垂水站。為旅客、貨運車站。
- 1889年（明治22年）
  - 7月9日 - 車站發生火災，車站燒毀[1]。
  - 8月 - 車站改名為舞子站。
- 1899年（明治32年）4月1日 - 車站再改名為垂水站。
- 1906年（明治39年）12月1日 - 山陽鐵道國有化（日语：鉄道国有法），成為官設鐵道車站。
- 1909年（明治42年）10月12日 - 制定路線名稱。成為山陽本線車站。
- 1934年（昭和9年）9月20日 - 須磨站至明石站之間開始電氣化運輸。
- 1959年（昭和34年）10月1日 - 終止貨物起卸服務。
- 1965年（昭和40年）3月28日 - 車站高架化。
- 1972年（昭和47年）3月15日 - 成為快速停車站。
- 1987年（昭和62年）4月1日 - 伴隨國鐵分割民營化，車站由西日本旅客鐵道（JR西日本）營運。
- 1988年（昭和63年）3月13日 - 制定路線別名「JR神戶線」。
- 1995年（平成7年）
  - 1月17日 - 發生阪神大地震，此站暫停營業。
  - 1月23日 - 須磨站至西明石站之間重開。
- 1997年（平成9年）2月16日 - 引入JR神戶線標準進站音樂「細波」。
- 2002年（平成14年）7月29日 - 引入JR京都・神戶線運行管理系統（日语：アーバンネットワーク運行管理システム#JR京都・神戸線システム）。
- 2003年（平成15年）11月1日 - 此站可以使用IC卡ICOCA[2]。
- 2005年（平成17年）3月17日 - 開設Biento垂水出口（現時為Prico垂水（日语：プリコ垂水）口）。
- 2007年（平成19年）3月18日 - 更新車站自動廣播（日语：駅自動放送）。
- 2015年（平成27年）3月12日 - 進站警告聲停止使用，進站音樂改為JR神戶線標準「細波」音質變更版[3]。
- 2018年（平成30年）3月17日 - 引入車站編號並開始使用[4]。

## 車站構造
車站是一座高架車站，設有1面2線的島式月台（只設於電車線）。車站設有轉轍器和絶對信號機，被定義為停留所。只有在電車線行走的快速列車與普通（各站停車）列車停站，另外在晚間新快速會使用電車線通過此站。
此站位於JR特定都區市內制度中，「神戶市內」的車站。在都市網絡範圍內的車站。此站可使用ICOCA與互相使用的IC卡。此站為直營車站，由神戶站管理，此站設有綠色窗口。
此站設有東出口與西出口，在西出口設有升降機。隨著2005年3月17日Prico垂水（開幕當初的名稱為Biento垂水）開幕，新設Prico垂水出口。
車站內設有託兒所「JR垂水兒童房」。
在2011年（平成23年）2月9日，月台上的電光顯示屏更換為一牌較高彩度的顯示屏。此外，調整了車長在月台進行安全確認的電視熒幕角度，以作為安全對策。

### 月台
| 月台 | 路線     | 方向 | 目的地                 |
| ---- | -------- | ---- | ---------------------- |
| 1    | JR神戶線 | 下行 | 西明石、姬路方向       |
| 2    | JR神戶線 | 上行 | 三之宮、尼崎、大阪方向 |

- 以上的路線名是使用旅客資訊上的名稱（別名、愛稱）。

## 時間表
在日間時段中，每小時設有8班列車（快速、普通各4班）。在早上和黃昏繁忙時段會較多班次。另外，在平日早上設有只往三之宮、大阪方向的普通電車。

## 使用狀況
根據《兵庫縣統計書》，在2018年（平成30年）度1日平均上車人次為32,431人。在JR西日本車站中排名第22位，在神戶市內車站中僅次於三之宮站、神戶站、元町站、住吉站，為第5多人使用。此外，在新快速通過車站中，僅次於茨木站、元町站、住吉站，為第4多人使用。
根據《神戶市統計書》和《兵庫縣統計書》，以下為車站近年1日平均上車人次：
| 年度   | 1日平均 上車人次 |
| ------ | ---------------- |
| 1999年 | 36,713           |
| 2000年 | 37,280           |
| 2001年 | 36,235           |
| 2002年 | 35,461           |
| 2003年 | 35,468           |
| 2004年 | 34,796           |
| 2005年 | 34,680           |
| 2006年 | 34,700           |
| 2007年 | 34,836           |
| 2008年 | 35,073           |
| 2009年 | 34,961           |
| 2010年 | 34,735           |
| 2011年 | 34,374           |
| 2012年 | 34,434           |
| 2013年 | 34,643           |
| 2014年 | 33,137           |
| 2015年 | 33,505           |
| 2016年 | 33,322           |
| 2017年 | 33,087           |
| 2018年 | 32,431           |

## 車站周邊
車站周邊設有垂水區政廳，以及神戶市西部商業區。車站北邊繁忙的商店街。
車站南邊設有海神社。在國道2號以南為海邊，在海岸設有垂水漁港（神戶港）和瑪林匹亞神戶（三井奧特萊斯購物城 瑪林匹亞神戶）。車站從東西兩面出發設有往垂水區北部住宅區道路，在東邊為「垂水長坂線(縣道488號線)」、西邊為「商大筋」。商大筋的名稱，是來自沿線的神戶商科大學（現時為兵庫縣立大學），在1990年（平成2年）遷移後改為此名稱。
此站北邊鄰接山陽垂水站（山陽電氣鐵道本線）。在高架橋設有購物中心。

### 站前再開發
車站北邊商店街附近的道路比較狹窄，加上東出口的巴士站距離比較達，為了解決以上問題，在1990年代進行再開發項目。當中在東出口側建設「Levante垂水（1至3號館）」，在西出口側建設「Weste垂水」的再開發大廈。

### 車站內

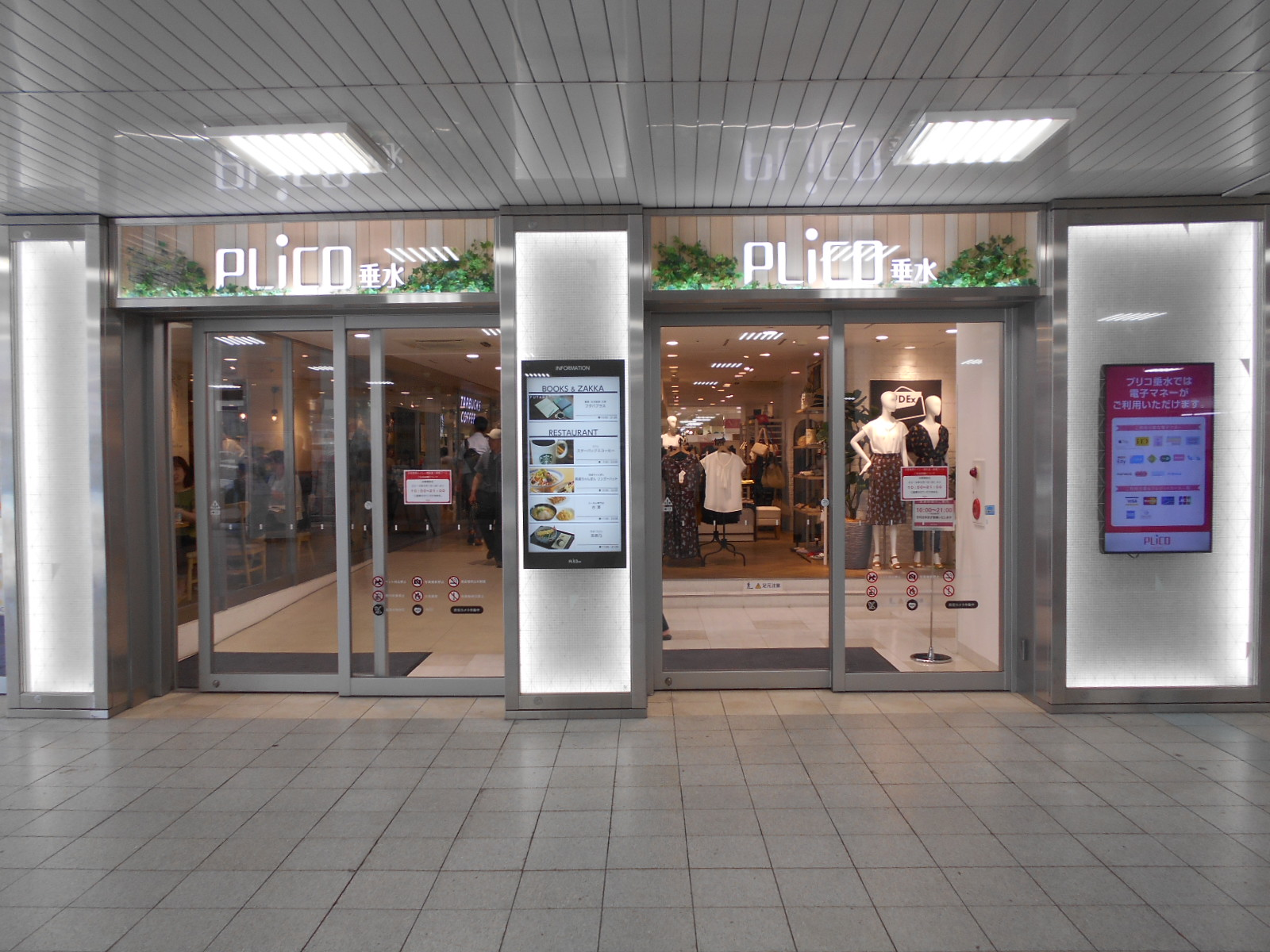
Prico垂水（2019年7月攝影）

- Prico垂水（日语：プリコ垂水）（JR高架橋下） - 舊JR Tarusen。2005年3月17日翻新為「Bient垂水」並重新開幕。在2012年4月1日改名為「Prico垂水」。（由神戶SC開發（日语：神戸SC開発））
- Moruti Tarumi（山陽高架橋下） - 舊山陽Tarusen。在2004年12月3日翻新並重新開幕。
- AEON銀行（日语：イオン銀行）ATM(大堂)

### 商業設施
- 神戶垂水中心街[7]
- 海洋碼頭神戶（日语：マリンピア神戸）
  - 三井奧特萊斯購物城 瑪林匹亞神戶（日语：三井アウトレットパーク マリンピア神戸）
- Weste垂水
  - AEON垂水店
- Levante垂水1號館
  - Coop神戶（日语：生活協同組合コープこうべ）垂水店
  - Life sports KTV（日语：ライフスポーツKTV）
- Levante垂水2、3號館
- TOHO（日语：トーホー）商店
- 業務超市神戶垂水站前店
- Daiso(大創百貨)
- Coop Kobe Coop高丸
- 垂水溫泉太平之湯

#### 曾經存在的商業設施
- Daiei（日语：ダイエー）垂水店(2005年（平成17年）10月結業)

### 公共機關
- 神戶市垂水區政廳、垂水保健所、神戶市立垂水圖書館（日语：神戸市立垂水図書館）、勤勞市民中心

### 教育
- 神戶市立垂水小學（日语：神戸市立垂水小学校）
- 神戶市立高丸小學（日语：神戸市立高丸小学校）
- 神戶市立千鳥丘小學（日语：神戸市立千鳥が丘小学校）
- 神戶市立垂水中學（日语：神戸市立垂水中学校）
- 愛德學園高等學校（日语：愛徳学園中学校・高等学校）
- 兵庫縣立星陵高等學校（日语：兵庫県立星陵高等学校）
- 神戶市立幼稚園垂水幼稚園
- 星陵台惠美幼稚園
- 愛德幼稚園
- 垂水幼兒園
- 東垂水幼兒園
- 千鳥丘親和幼兒園
- 神戶市立垂水養護學校（日语：神戸市立垂水養護学校）
- 兵庫縣立神戶聽覺特別支援學校（日语：兵庫県立神戸聴覚特別支援学校）
- 神戶朝鮮高級學校
- Eddick垂水校

### 金融機關
- 三井住友銀行垂水分店、垂水東出張所、北出張所
- 港銀行（日语：みなと銀行）垂水分店
- 瑞穗銀行垂水分店
- 播州信用金庫（日语：播州信用金庫）垂水分店
- 日新信用金庫（日语：日新信用金庫）垂水分店
- 神戸天下郵局

### 文化
- 瑞丘八幡神社（日语：瑞丘八幡神社）
- 五色塚古墳 - 西北方
- 海神社（日语：海神社 (神戸市)）

## 巴士路線
詳細參閱各巴士公司條目
- 垂水站巴士總站
  - 1系統：經愛德學園小學、中高等學校、歌敷山中學，往垂水站（山陽巴士（日语：山陽バス））
  - 2系統：經星陵高校前，往清水丘（山陽巴士）
  - 3系統：經星陵高校前，往高球場（山陽巴士）
  - 4系統：經上高丸團地，往高球場、潮見丘1丁目、清水丘（山陽巴士）
  - 5系統：經掖濟會醫院前，往名谷站（山陽巴士）
  - 6系統：經星陵台，西舞子方向循環線（山陽巴士）
  - 7系統：經掖濟會醫院前，多聞團地方向循環線（山陽巴士）
  - 8系統：經上高丸團地，往高球場、上高丸團地、潮見丘1丁目、舞子陵、清水丘（山陽巴士）
  - 48系統：經舞子高校前，往學丘、學園都市站（與神戶市巴士、山陽巴士聯營，所有班次由山陽巴士負責）
  - 59系統：經星陵台，往舞子站（與神戶市巴士、山陽巴士聯營，所有班次由山陽巴士負責）
  - 171系統：經掖濟會醫院前，往學丘、學園都市站（與神戶市巴士、山陽巴士聯營，所有班次由神戶市巴士負責）
  - 9系統：在早上8時至下午5時時段，單向從清水丘前往垂水站
  - 環系統：經星陵高校前、高球場、上高丸團地，往垂水站（山陽巴士）

此站曾經設有高速巴士前往東京和立川，但是由於於神戶的出發站改為三宮，因此現時此處沒有高速巴士路線。　
- 垂水東出口巴士總站
  - 10系統：往上千鳥
  - 11系統：往學丘、學園都市站
  - 12系統：經舊道中山，往名谷站
  - 13系統：經新道、杜鵑丘，往名谷站
  - 23系統：經青山台、桃山台，往杜鵑丘、掖濟會醫院
  - 24系統：經王居殿、松風台，往鹽屋北町
  - 30系統：經美山台、青山台，往鹽屋北町
  - 22系統：在平日早上繁忙時間，單向從杜鵑丘→垂水東出口
  - 57系統：往鹽屋大谷、青山台方向[8]（與神戶市巴士、山陽巴士聯營）

垂水西側迴旋路
★只假於星期六、日、假日、與多客時期
往三井奧特萊斯購物城 瑪林匹亞神戶的免費巴士　（委托山陽巴士運行）

## 相鄰車站
西日本旅客鐵道
 JR神戶線（山陽本線）
■新快速（經列車線，只有早上上行班次）
通過
■快速（經電車線）
須磨（JR-A68）－垂水（JR-A70）－舞子（JR-A71）
■普通（包括直通至JR東西線、學研都市線內的區間快速列車）
鹽屋（JR-A69）－垂水（JR-A70）－舞子（JR-A71）

## 外部連結
- 垂水｜車站資訊：JR出門網 - 西日本旅客鐵道
- PLiCO垂水官方網站（页面存档备份，存于）（日語）